# Gillian McKeith
Gillian McKeith (ur. 28 września 1959 w Perth) – szkocka dietetyczka, prezenterka telewizyjna i pisarka. Jest byłym gospodarzem brytyjskiego programu You Are What You Eat. Od 2010 roku prowadzi kanadyjską edycję programu Eat Yourself Sexy. McKeith ma holistyczne podejście do zdrowia, promuje ćwiczenia i dietę bogatą w warzywa i owoce. Jej rady otrzymują krytykę i pochwały. You Are What You Eat sprzedało się w ponad dwóch milionach egzemplarzy na całym świecie. W 2005 roku otrzymała Nagrodę Edukacji Konsumenckiej przez Soil Association.

## Kariera
Zdobyła dyplom w dziedzinie lingwistyki na Uniwersytecie Edynburskim w 1981 roku. Następnie przeniosła się do Stanów Zjednoczonych, gdzie pracowała w marketingu i biznesie międzynarodowym. W 1984 roku otrzymała tytuł magistra stosunków międzynarodowych na Uniwersytecie Pensylwanii. Jest członkiem Amerykańskiego Stowarzyszenia Konsultantów Żywieniowych. Posiada certyfikaty z London School of Acupuncture i Kailash Centre of Oriental Medicine.

## Życie prywatne
Jej matka była pracownikiem biurowym, a ojciec pracował w stoczni. Przez wiele lat palił papierosy i zmarł na raka przełyku w 2005 roku. Ma męża, Howarda Magazinera, z którym ma dwie córki – Scylar (ur. 1994) i Ashton (ur. 2000).

## Krytyka
Wielokrotnie wskazywano, że jej kwalifikacje naukowe budzą wątpliwości. Przez lata używała tytułu „Dr.”, co w roku 2007 stało się przyczyną orzeczenia Advertising Standards Authority zabraniającego jej tej praktyki. W swoim CV wskazywała błędnie, że uzyskała tytuł doktorski w American College of Nutrition. Żadna z przywoływanych swoich rzekomych „publikacji naukowych” nie ukazała się w uznanych recenzowanych czasopismach. Wskazywano również, że Amerykańskie Stowarzyszenie Konsultantów Żywieniowych (American Association of Nutritional Consultants), którego jest członkiem, jest stowarzyszeniem, którego członkostwo można kupić on-line za 60 USD, co udowodnił dziennikarz „Guardiana”, Ben Goldacre.